# Pristimantis minimus
Pristimantis minimus là một loài động vật lưỡng cư trong họ Strabomantidae, thuộc bộ Anura. Loài này được Terán-Valdez & Guayasamin mô tả khoa học đầu tiên năm 2010.